# كيتشي سوزوكي
كيتشي سوزوكي (باليابانية: 鈴木恵一؛ بالكانا: すずき けいいち) هو مهندس ياباني، ولد في 21 مارس 1949 في كاناغاوا في اليابان.

## روابط خارجية
- كيتشي سوزوكي على موقع DriverDB.com (الإنجليزية)